# Eumenes andrei
Eumenes andrei är en stekelart som beskrevs av Dalla Torre 1894. Eumenes andrei ingår i släktet krukmakargetingar, och familjen Eumenidae. Inga underarter finns listade i Catalogue of Life.